# Sveučilište u Virginiji
Sveučilište u Virginiji (engl. University of Virginia, kratica: UVA) je javno sveučilište u gradu Charlottesvilleu, u američkoj saveznoj državi Virginiji. Zamislio ga je i dizajnirao 1819. godine Thomas Jefferson (1743. – 1826.), autor Američke deklaracije o neovisnosti i treći predsjednik SAD-a, koji je bio također i talentirani arhitekt. Izvorno upravno tijeko UVA su činili bivši američki predsjednici Thomas Jefferson, James Madison i James Monroe. Posjed na kojemu je nastalo sveučilište je bio u vlasništvu Monroea, u čijem domu i odvjetničkom uredu je danas smješten rezidencijalni dio sveučilišta.
Thomas Jefferson je dizajnirao Sveučilište u Virginiji u duhu neoklasicizma i načelima paladijanizma, te ga je nazivao Akademsko selo (Academical Village). Njezina jedinstvena arhitektura zasnovana na rječniku klasične antike simbolizira težnje novoosnovane američke republike kao nasljednice europske tradicije, ali i najavljuje kulturni eksperiment tzv. kolonijalne arhitekture zrele države. Zbog toga je virginijsko sveučilište, zajedno s privatnom Jeffersonovom vilom Monticello, upisano na UNESCO-ov popis mjesta svjetske baštine u Sjevernoj Americi 1987. godine.

## Povijest
Zemljište za izgradnju sveučilišta su 1788. godine je kupio ratni veteran James Monroe, koji će kasnije postati peti predsjednik SAD-a. God. 1817. odbor je otkupio zemljište od Monroea, kada je on bio predsjednik, i pod vodstvom Jeffersona započela je gradnja koja je dovršena 1819. god. Nastava u sveučilištu je započela 1825. godine. Za razliku od ostalih sveučilišta koja su tada nudili samo tri studija: medicinu, pravo i teologiju, Sveučilište u Virginiji je nudilo i studije astronomije, filozofije, politologije, arhitekture i drugih inženjerskih disciplina. Bila je to prva obrazovna institucija koja je nudila studije modernih akademskih disciplina. Još progresivniji korak je bio potpuno odvajanje obrazovanja od religije. God. 1826. James Madison, četvrti predsjednik SAD-a je postao rektor sveučilišta, a Jefferson je bio u upravnom odboru, sve do svoje smrti.
William Faulkner, dobitnik Nobelove nagrade i Pulitzerove nagrade, postao je predavač i konzultant na sveučilištu 1957. godine, što je ostao do svoje smrti 1962. god. Braća John F. i Robert F. Kennedy su pohodili sveučilište 1958., a 1960. godine i Martin Luther King. Sveučilište su posjetili i kraljica Elizabeta II. 1976. i Desmond Tutu 1998. god.
God. 2012. U.S. News & World Report je rangirao virginijsko sveučilište na drugo mjesto svih javnih sveučilišta u SAD-u i 25. ponajbolje u državi. Sportisti UVA se natječu u 23 sporta, a u ukupnom poretku američkih sveučilišta (NACDA Directors' Cup) su ostvarili treće mjesto 2010. godine.

## Odlike
Sveučilište u Virginiji je remek djelo i izvanredan primjer velikih obrazovnih institucija iz vremena prosvjetiteljstva. Ono je bilo posljednje arhitektonsko i najambicioznije Jeffersonovo djelo. Upuštajući se u ovaj projekt utemeljen na obrazovnim idealima enciklopedizma i demokracije, Jefferson je napustio planove starijih fakulteta u Velikoj Britaniji i SAD-u. Njegov ostvareni plan „akademskog sela” je inspiriran higijenskim načelima graditelja bolnica i masom simbolično dočarava hijererhiju i ponavljanje oblika.
Njegova Rotunda, koja je kopija rimskog Panteona u pola njegove veličine, se uzdiže iznad knjižnice i dominira cijelim kompleksom. U deset paviljona s obje strane knjižnice nalazilo se deset profesora koji su vodili neovisne škole, te je namjera bila da svojim osobitim oblikovanjem predstavljaju enciklopediju klasične i neoklasične arhitekture. Na katu iznad učionica bile su stambene prostorije profesora i 54 sobe za učenike. Kolonada u prizemlju koja ih sve povezuje je služila kao ujedinitelj cjelokupnog prostora.
Zgrada na samom jugu kompleksa je dodana kasnije i nepotrebno je zatvorila ovaj slavodobitni prostor.

## Slavni učenici
| Od osoba koje su diplomirale na Sveučilištu u Virginiji ističu se: - Edgar Allan Poe, književnik - Georgia O'Keeffe, slikarica - Richard E. Byrd, istraživač - John Backus, rani informatičar - Tina Fey, komičarka - Somdev Devvarman, indijski tenisač | Dok su sveučilište pohađali i: - Woodrow Wilson, 28. predsjednik SAD-a - Robert F. Kennedy, senator - Ted Kennedy, senator - Javier Solana, generalni sekretar Zapadnoeuropske unije od 1999. – 2009. |

## Vanjske poveznice
- Službena stranica  Arhivirana inačica izvorne stranice od 30. lipnja 2007. (Wayback Machine) (engl.)
- University of Virginia Visual History Collection  Arhivirana inačica izvorne stranice od 22. veljače 2012. (Wayback Machine)
- Galerija fotografija Monticella  Arhivirana inačica izvorne stranice od 19. svibnja 2020. (Wayback Machine)